# Vier études
Vier études (W15) is een compositie van Igor Stravinsky voor piano solo, gecomponeerd in 1908. Het werk bestaat uit de volgende delen:
- Con moto in c, opgedragen aan E. Mitusov
- Allegro brilliante in D, opgedragen aan Nicolas Richter
- Andantino in e, opgedragen aan Andrey Rimski-Korsakov
- Vivo in Fis, opgedragen aan Vladimir Rimski-Korsakov.

Het werkje staat bol met ritmische moeilijkheden (polyritmiek); verschillende ritmen in linker- en rechterhand.

## Oeuvre
Zie het Oeuvre van Igor Stravinsky voor een volledig overzicht van het werk van Stravinsky.

## Geselecteerde discografie
- 4 études op 'Works for piano' door Michel Béroff (EMI Classics 7243 5 86073 2 1)
- Pianomuziek door Victor Sangiogio (Naxos 8.570377)